# Tehetetlenségi navigációs rendszer

Különböző navigációs rendszerek pontossága

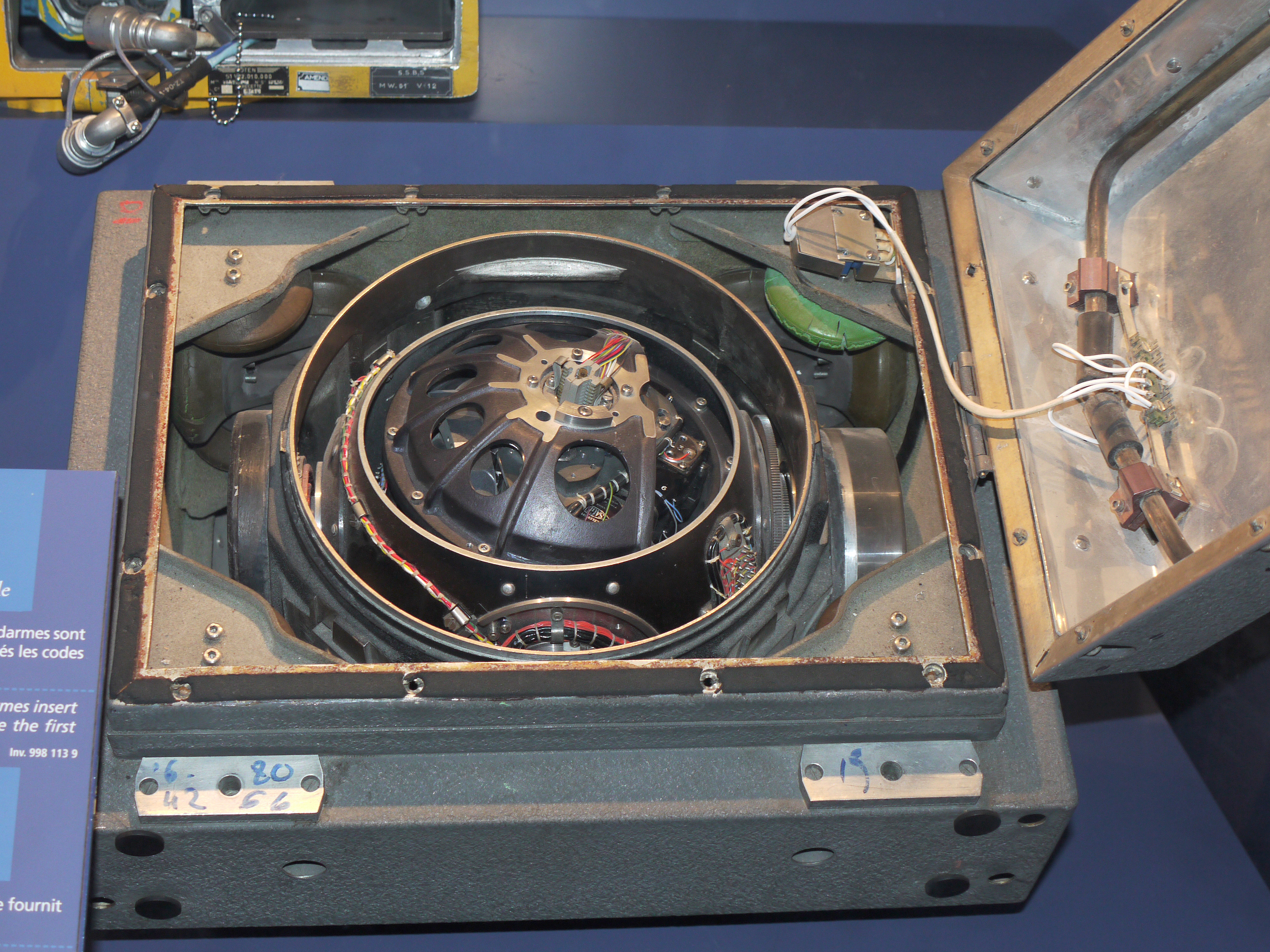
Francia S3 típusú ballisztikus rakéta tehetetlenségi navigációs rendszerének giroszkópja

A tehetetlenségi (inerciális) navigációs rendszer (angol rövidítéssel: INS – Inertial Navigation System) a navigációs rendszerek egyik fajtája, mely külső segítség nélkül képes hordozóeszköze helyzetének, haladási irányának és sebességének megállapítására. A rendszert a hordozóeszköz egy ismert helyzetében elindítva, a mozgás közben bekövetkező és mért gyorsulások és elfordulások mérése alapján számítják az aktuális helyzetet. Alkalmazzák hajókon, tengeralattjárókon, repülőgépeken, rakétákban és űreszközökben. 
Mivel bonyolultabb és pontatlanabb a külső segítséget (jellemzően pontosan ismert helyzetű referenciapontokat) használó navigációs rendszereknél, csak olyan esetben alkalmazzák, ahol ezek használata nélkül szükséges a működőképesség, például haditechnikai eszközöknél. A rendszer jellegéből adódóan a pontatlansága az elindítása után folyamatosan nő (a mérési, számítási hibák folyamatosan összeadódnak; egy tipikus INS esetében ez óránként pár száz méteres nagyságrendű), ezért gyakran más navigációs rendszerek adatai alapján időnként helyesbítik a mért pozíciókat.
A rendszer előnye, hogy külső eszközök (pl. GPS) igénybevétele nélkül is használható, és a mechanikus felépítésből következően kívülről nehezebben zavarható.